# Liliana Berezowsky
Liliana Berezowsky (nascida em 22 de abril de 1944) é uma artista canadiana conhecida pelas suas esculturas públicas.

## Infância e educação
Ela nasceu em Cracóvia e emigrou para o Canadá em 1948. Estudou na Concordia University, onde obteve um diploma de BFA em 1984 e um grau de Master of Fine Arts em 1989.

## Colecções
O seu trabalho encontra-se incluído nas colecções do Musée national des beaux-arts du Québec, da colecção de arte pública da cidade de Montreal e da Galeria Nacional do Canadá.